# Для птахів
«Для птахів» (англ. For the Birds) — науково-фантастичне оповідання американського письменника Айзека Азімова, опубліковане восени 1980 року в журналі Asimov's SF Adventure Magazine. Оповідання ввійшло до збірки «Вітри перемін та інші історії» (1983).

## Сюжет
Модельєра Чарльза Модіна запрошують на космічну станцію, щоб допомогти в конструюванні костюма для фізичних вправ при пониженій гравітації на станції. Існуюча версія костюма оснащена крилами і потребує підвищеної концентрації рухів, що не підходить для більшості поселенців станції. Керівництву потрібен такий костюм, щоб уповільнити обертання станції та зменшити негативний вплив ефекту Коріоліса.
Після тижневої праці Модін здійснює показовий політ у своїй версії костюма. Він прибрав крила й добавив хвіст і плавники, що більш підходять для плавних рухів. Керівництву станції він зауважує, що «крила — для птахів».